# گونگهستر
گونگهستر (به سوئدی: Gånghester) یک منطقهٔ مسکونی در سوئد است که در بخش بوروس واقع شده‌است. گونگهستر ۱٫۱۷ کیلومتر مربع مساحت و ۱٬۵۲۶ نفر جمعیت دارد.